# Botanicula
A Botanicula point-and-click kalandjáték, amelyet a cseh Amanita Design  fejlesztett és 2012. április 19-én jelent meg Microsoft Windows, OS X és Linux operációs rendszerekre. Az iPad/IOS változat is fejlesztés alatt áll, egyelőre hivatalos megjelenési dátum nélkül, de az androidos változat is a fejlesztők tervei között szerepel. A fejlesztők a Botanicula segítségével támogatják a World Land Trust nevű szervezetet, ami az esőerdők megmentésén fáradozik. A Botanicula több más Amanita Design játékkal együtt szerepelt a 2012 áprilisában megjelent Humble Botanicula Debut csomagban.

## Cselekmény
A történet öt kis növényszerű lényről szól, akik azt tűzték ki célul, hogy megmentsék otthonfájuk utolsó magját a pókszerű paraziták elől, akik fel akarnak falni minden növényt és az utolsó magot is.
A játék elején egy kis termés leesik az otthonfáról, majd csemete nő ki belőle. A fán újabb termések növekedtek, de egy fekete póklény felmászott az ágakra, és bekebelezte az összes termést kivéve egyet, ami úgymond megmenekült előle. Az utolsó gyümölcs (vagy mag) lehullott a kis fáról, majd fejen találta Mr. Lanternt, aki éppen sétálgatott az otthonfa ágain. Félájult állapotában látomása volt, miszerint az a feladata, hogy a magot megmentse és elültesse a földbe. Itt kezdődnek a kalandok. Mr. Lantern szól négy másik barátjának, hogy valóra váltsák látomását.

## Szereplők
- Mr. Lantern - A játék főszereplője, leginkább egy kis zsidócseresznyére hasonlít. Képes magokat rejteni a testébe, amik világítanak benne és mágikus képességekkel ruházzák fel.
- Mrs. Mushroom - A csapat egyetlen női tagja. Különleges képessége, hogy másolatokat tud magáról készíteni, valamint össze is tud zsugorodni.
- Mr.Poppyhead - A csapat tagjai közül a legtermetesebb, így a nagy erőt kívánó feladatoknál jó szolgálatot tesz.
- Mr.Twig - Egy elágazó fejű ágra hasonlít. Képes messzire kinyújtani a karjait, virágokat növeszteni, és le tud bukni a fa ágainak másik oldalára.
- Mr. Feather - Egy kis tollas magocska, aki képes repülni.
- Pókok - A történetbe ellenségként jelennek meg. Fekete, vékony lábú paraziták, akik egyetlen célja az otthonfa kiszipojozása.[6]